# غمخورک‌ها
غمخورک‌ها (نام علمی: Ixobrychus) نام یک سرده از تیره حواصیل است.

## گونه‌ها
- بوتیمار کوچک،  Ixobrychus minutus
- بوتیمار کوچک استرالیایی،  Ixobrychus dubius
- بوتیمار کوچک نیوزیلندی،  Ixobrychus novaezelandiae (انقراض)
- بوتیمار دارچینی،  Ixobrychus cinnamomeus
- بوتیمار پشت‌راه‌راه،  Ixobrychus involucris
- بوتیمار کمینه،  Ixobrychus exilis
- بوتیمار زرد،   Ixobrychus sinensis
- بوتیمار شرنک،  Ixobrychus eurhythmus
- بوتیمار کوتوله،  Ixobrychus sturmii
- بوتیمار سیاه،  Ixobrychus flavicollis